# Semonina
Semonina is een geslacht van vlinders van de familie Lycaenidae, uit de onderfamilie Theclinae.

## Soorten
- S. ares (Godman & Salvin, 1887)
- S. semones (Godman & Salvin, 1887)